# FOR NEVER
『FOR NEVER』（フォー・ネヴァー）は、日本のロックバンドであるザ・スターリンの1作目のライブ・アルバム。
1985年5月25日に徳間ジャパンのジャパンレコーズレーベルからリリースされた。1985年2月21日に調布市にある大映スタジオで行われたザ・スターリンの解散ライブの模様を収録したアルバム。収録曲はミニ・アルバム『スターリニズム』（1981年）から4枚目のアルバム『Fish Inn』（1984年）までの作品の中から幅広く選曲されている。
1985年1月15日に解散宣言をしたザ・スターリンによる解散記念ライブであり、2時間を超えるザ・スターリン史上最長のライブとなったが、このライブを最後にザ・スターリンは5年間の活動に終止符を打った。当日演奏された21曲の中から18曲が2枚組LPにてリリースされたが、表現の自主規制により一部楽曲のタイトル変更や歌唱部分にエフェクトが掛けられるなどの処理が行われた。
本作はオリコンアルバムチャートにおいて最高位第67位となった。同年に映像作家、石井聰互の監督によって同ライブを記録したライブ・ビデオ『絶賛解散中!!』がリリースされた他、後年には未発表音源4曲を追加収録したリマスター盤（2001年）や、同日の音源を完全収録したライブ・アルバム『I was THE STALIN〜絶賛解散中〜完全版』（2012年）がリリースされた。

## 背景
アルバム『Fish Inn』（1984年）リリース後、ザ・スターリンは11月20日京都大学西部講堂から12月29日から12月31日までの新宿ロフトでの3日間連続公演まで20都市全22公演におよぶ「Fish Innツアー」を実施した。しかし、ツアー最終日に遠藤ミチロウはライブMCにて「スターリンはこれで終わりだ!」と発言し、翌1985年1月15日に正式にザ・スターリンは解散宣言を行った。
解散の理由としては、4枚目のアルバム『Fish Inn』（1984年）の音楽性に納得しないファンからパンク性を常に求められた事、バンドメンバーも既にパンクから脱却したがっていた事、そして遠藤は同じような音楽性のアルバムを2度出したくないとの思いが強く、ザ・スターリンというバンド名を掲げての活動維持は困難であるとの判断によって解散となった。また遠藤はドラムス担当の乾純が復帰した状態でコンサートツアーを行ってみたところ2人の方向性が異なることを確認したと述べており、遠藤はザ・スターリンを歌がメインとなるバンドにしようとする意志があったものの、乾は歌を音の一部として扱う方向性に向かっていることがツアー中に感じられたため、今さらザ・スターリンのイメージを塗り替えることに乗り気ではなかったことや乾と離れるのであればザ・スターリンとして活動する必要がないと判断したため解散を選択することになった。
同月、遠藤はレコード会社を東芝EMIに移籍し、1月末にはソロ作品のレコーディングを開始。2月1日には先行シングルとなる「仰げば尊し」をリリース。このシングルバージョンはカセットブック『ベトナム伝説』（1984年）およびB.Q.レコードよりリリースされたシングル盤とは異なり、佐久間正英編曲による軽快なアレンジが施されている。3月30日には遠藤の2作目となるソロアルバム『THE END』がリリースされた。2月21日にはザ・スターリンの解散記念ライブ「I was THE STALIN〜絶賛解散中〜」が開催され、2時間を超える演奏の後にザ・スターリンは解散した。

## 録音
1985年2月21日に調布市にある大映スタジオで行われた解散ライブの模様をレコーディングしている。会場が大映スタジオとなった理由としては、過激なライブによってライブ会場の確保が困難になっていた事が背景にあり、後楽園ホールでのライブも検討されたが規制が厳しいとの理由から、映画撮影用のスタジオであれば地面が土のために何をやっても問題ないとの判断によって選ばれた。また、ラストライブという事もありビデオ撮影が予定されていた事も一因となり、当日は映画と同様に16mmフィルムにて撮影が行われた。
当日に乾は大遅刻しており、すでに始められていたリハーサルでは乾の代わりにディレクターである加藤正文がドラムスを演奏しており、結果として開演が2時間以上遅れることになった。2000枚の前売りチケットは完売していたが、チケットを所持していないファンが会場に大勢詰めかけた結果その人数は4000人を超えており、消防署員が駆け付けるなど現場が混乱した結果開演が送れる事態になったことから、遅延の原因は遅刻ではないと乾は述べている。乾は演奏中のことはほとんど記憶にないと述べているが、カメラマンの石垣章がドラムセットの下から首を出して撮影していたため頭に来てツバを吐きかけたこと、ライブ終盤の「仰げば尊し」演奏時に「ああ、これで終わりなんだな」と思い涙が出たことは記憶していると述べている。また当日はビデオ撮影を意識したと思われる、会場の天井から生きた鶏や古新聞および古雑誌などのゴミを客席に撒き散らすという演出が行われた。

## 構成
当日会場の壁面にはヨシフ・スターリンの肖像画が掲げられ、演奏は二部構成で行われた。『Fish Inn』リリース後のライブでは第一部にパンク編、第二部にサイケ編という二部構成で行われる事が常であったが、この日は第一部にサイケ編、第二部にパンク編となる異例の構成となった。曲目は第一部では8曲、第二部では21曲と合計29曲が演奏され、2時間を超えるザ・スターリンとしては史上最長のライブとなった。ライブの構成は事前の数回に亘る入念な打ち合わせにおいて決定されたものであり、前半はアルバム『Fish Inn』に収録された陰鬱な楽曲を中心に演奏し、後半は盛り上がる曲を演奏して最後は一際陰鬱な「Fish Inn」を演奏して終了することになっていた。
当日演奏された曲目の内、第一部で演奏された「M-16（マイナー・シックスティーン）」、「アクマデ憐レム歌」、第二部で演奏された「渚の天婦羅ロック」、「ハロー・アイ・ラヴ・ユー」、「ワイルドで行こう (Born to be wild)」、「電動コケシ」、「豚に真珠」、「GASS」、「仰げば尊し」、「解剖室」、「Fish Inn」は未収録となった他、曲順は当日の演奏順とは大きく異なっている。収録曲の内、「猟奇ハンター」は猟奇という言葉が佐川一政の事件を思い起こさせるとの理由でアルバム収録時に「ロック・ハンター」と改題させられ、さらに一部の歌詞に修正が加えられた。また「バキューム」に関しては一部歌唱部分にスクランブル処理が施された。本作収録曲の「お母さんいい加減〜先天性労働者」は、遠藤のソロ曲「お母さん、いい加減あなたの顔は忘れてしまいました」の演奏に「先天性労働者」の歌詞を載せた曲で、後に「OH!マルクス」というタイトルで遠藤のソロアルバム『TERMINAL』（1987年）に収録された。

## リリース、チャート成績
1985年5月25日に徳間音工より2枚組LPレコードおよび1本組カセットテープにてリリースされ、同年6月5日に1枚組でCDにてリリースされたが、収録時間の問題により「ワルシャワの幻想」がカットされている。LP盤はオリコンアルバムチャートにて最高位第67位、登場週数4回で売り上げ枚数は0.5万枚となった。同年5月25日には同日の模様を収録し石井聰亙が監督したライブ・ビデオ『絶賛解散中!!』がリリースされた。『絶賛○○中』という言い回しの先駆けとなった名称であり、本来であれば「最も格好悪い解散形態」を目指して同名の全国ツアーを実施する計画が持ち上がっていたと乾は述べている。
1990年7月25日には「ワルシャワの幻想」を収録した2枚組CDの完全版がリリースされた。2001年12月21日にはデジタルリマスタリングされ、ボーナストラックとして4曲追加収録され再リリースされた。この再リリースの際に「ロック・ハンター」は「猟奇ハンター」に戻された他、「バキューム」におけるスクランブル処理が解除された。また、遠藤の意向によりCD2の「アーチスト／マリアンス」と「NO FUN」の曲順を入れ替えている。リマスター盤では完全収録を目指していたが、オリジナル・マスターが発見されなかったこともあり断念された。さらに、ライナーノーツとしてイノマーとモーリー・ロバートソンが寄稿している。
その後、2011年末にオリジナル・マスターが全曲発見され、遠藤のメジャーデビュー30周年記念盤として、『I was THE STALIN〜絶賛解散中〜完全版』というタイトルで2012年3月14日にリリースされた。
2015年6月17日にはオリジナル盤を再現したSHM-CD盤として再リリースされ、2016年8月24日にはオリジナル盤を再現したアナログ盤として再リリースされた。

## 収録曲

### LPレコード
- LP付属の歌詞カードに記載されたクレジットを参照[18]。

| #         | タイトル         | 作詞         | 作曲         | 編曲       | 時間  |
| --------- | ---------------- | ------------ | ------------ | ---------- | ----- |
| 1.        | 「虫」           | 遠藤みちろう | タム         | THE STALIN | 11:29 |
| 2.        | 「ロマンチスト」 | 遠藤みちろう | 遠藤みちろう | THE STALIN | 1:48  |
| 3.        | 「アザラシ」     | 遠藤みちろう | タム         | THE STALIN | 1:49  |
| 4.        | 「天プラ」       | 遠藤みちろう | 遠藤みちろう | THE STALIN | 1:05  |
| 5.        | 「バキューム」   | 遠藤みちろう | 遠藤みちろう | THE STALIN | 2:01  |
| 合計時間: | 合計時間:        | 合計時間:    | 合計時間:    | 合計時間:  | 18:12 |

| #         | タイトル                           | 作詞         | 作曲         | 編曲       | 時間  |
| --------- | ---------------------------------- | ------------ | ------------ | ---------- | ----- |
| 6.        | 「お母さんいい加減〜先天性労働者」 | 遠藤みちろう | 遠藤みちろう | THE STALIN | 3:56  |
| 7.        | 「T-Legs」                         | 遠藤みちろう | 乾純         | THE STALIN | 6:11  |
| 8.        | 「廃魚」                           | 遠藤みちろう | 遠藤みちろう | THE STALIN | 4:29  |
| 9.        | 「おまえの犬になる」               | 遠藤みちろう | 遠藤みちろう | THE STALIN | 6:05  |
| 合計時間: | 合計時間:                          | 合計時間:    | 合計時間:    | 合計時間:  | 20:41 |

| #         | タイトル                   | 作詞                                                                                       | 作曲                                                                         | 編曲       | 時間  |
| --------- | -------------------------- | ------------------------------------------------------------------------------------------ | ---------------------------------------------------------------------------- | ---------- | ----- |
| 1.        | 「ロック・ハンター」       | 遠藤みちろう                                                                               | 遠藤みちろう                                                                 | THE STALIN | 2:06  |
| 2.        | 「下水道のペテン師」       | 遠藤みちろう                                                                               | タム                                                                         | THE STALIN | 1:59  |
| 3.        | 「STOP GIRL」              | 遠藤みちろう                                                                               | 遠藤みちろう                                                                 | THE STALIN | 3:16  |
| 4.        | 「爆裂（バースト）ヘッド」 | 遠藤みちろう                                                                               | 遠藤みちろう                                                                 | THE STALIN | 2:31  |
| 5.        | 「NO FUN」                 | J・オスターバーグ・ジュニア、S・アシュトン、D・アレクサンダー、R・アシュトン、遠藤みちろう | J・オスターバーグ・ジュニア、S・アシュトン、D・アレクサンダー、R・アシュトン | THE STALIN | 2:49  |
| 6.        | 「アーチスト／マリアンヌ」 | 遠藤みちろう、早川義夫                                                                     | 遠藤みちろう                                                                 | THE STALIN | 7:33  |
| 合計時間: | 合計時間:                  | 合計時間:                                                                                  | 合計時間:                                                                    | 合計時間:  | 20:14 |

| #         | タイトル                 | 作詞         | 作曲         | 編曲       | 時間  |
| --------- | ------------------------ | ------------ | ------------ | ---------- | ----- |
| 7.        | 「溺愛」                 | 遠藤みちろう | タム         | THE STALIN | 5:10  |
| 8.        | 「ワルシャワの幻想」     | 遠藤みちろう | 遠藤みちろう | THE STALIN | 12:02 |
| 9.        | 「バイ・バイ・ニーチェ」 | 遠藤みちろう | 遠藤みちろう | THE STALIN | 3:39  |
| 合計時間: | 合計時間:                | 合計時間:    | 合計時間:    | 合計時間:  | 20:51 |

### カセットテープ
- CTバックカバーに記載されたクレジットを参照[19]。

| #         | タイトル                           | 作詞         | 作曲         | 編曲       | 時間  |
| --------- | ---------------------------------- | ------------ | ------------ | ---------- | ----- |
| 1.        | 「虫」                             | 遠藤みちろう | タム         | THE STALIN | 11:29 |
| 2.        | 「ロマンチスト」                   | 遠藤みちろう | 遠藤みちろう | THE STALIN | 1:48  |
| 3.        | 「アザラシ」                       | 遠藤みちろう | タム         | THE STALIN | 1:49  |
| 4.        | 「天プラ」                         | 遠藤みちろう | 遠藤みちろう | THE STALIN | 1:05  |
| 5.        | 「バキューム」                     | 遠藤みちろう | 遠藤みちろう | THE STALIN | 2:01  |
| 6.        | 「お母さんいい加減〜先天性労働者」 | 遠藤みちろう | 遠藤みちろう | THE STALIN | 3:56  |
| 7.        | 「T-Legs」                         | 遠藤みちろう | 乾純         | THE STALIN | 6:11  |
| 8.        | 「廃魚」                           | 遠藤みちろう | 遠藤みちろう | THE STALIN | 4:29  |
| 9.        | 「おまえの犬になる」               | 遠藤みちろう | 遠藤みちろう | THE STALIN | 6:05  |
| 合計時間: | 合計時間:                          | 合計時間:    | 合計時間:    | 合計時間:  | 38:53 |

| #         | タイトル                   | 作詞                                                                                       | 作曲                                                                         | 編曲       | 時間  |
| --------- | -------------------------- | ------------------------------------------------------------------------------------------ | ---------------------------------------------------------------------------- | ---------- | ----- |
| 1.        | 「ロック・ハンター」       | 遠藤みちろう                                                                               | 遠藤みちろう                                                                 | THE STALIN | 2:06  |
| 2.        | 「下水道のペテン師」       | 遠藤みちろう                                                                               | タム                                                                         | THE STALIN | 1:59  |
| 3.        | 「STOP GIRL」              | 遠藤みちろう                                                                               | 遠藤みちろう                                                                 | THE STALIN | 3:16  |
| 4.        | 「爆裂（バースト）ヘッド」 | 遠藤みちろう                                                                               | 遠藤みちろう                                                                 | THE STALIN | 2:31  |
| 5.        | 「NO FUN」                 | J・オスターバーグ・ジュニア、S・アシュトン、D・アレクサンダー、R・アシュトン、遠藤みちろう | J・オスターバーグ・ジュニア、S・アシュトン、D・アレクサンダー、R・アシュトン | THE STALIN | 2:49  |
| 6.        | 「アーチスト／マリアンヌ」 | 遠藤みちろう、早川義夫                                                                     | 遠藤みちろう                                                                 | THE STALIN | 7:33  |
| 7.        | 「溺愛」                   | 遠藤みちろう                                                                               | タム                                                                         | THE STALIN | 5:10  |
| 8.        | 「ワルシャワの幻想」       | 遠藤みちろう                                                                               | 遠藤みちろう                                                                 | THE STALIN | 12:02 |
| 9.        | 「バイ・バイ・ニーチェ」   | 遠藤みちろう                                                                               | 遠藤みちろう                                                                 | THE STALIN | 3:39  |
| 合計時間: | 合計時間:                  | 合計時間:                                                                                  | 合計時間:                                                                    | 合計時間:  | 41:05 |

### CD（1985年盤）
- CDバックカバーに記載されたクレジットを参照[20]。

| #         | タイトル                           | 作詞                                                                                       | 作曲                                                                         | 編曲       | 時間  |
| --------- | ---------------------------------- | ------------------------------------------------------------------------------------------ | ---------------------------------------------------------------------------- | ---------- | ----- |
| 1.        | 「虫」                             | 遠藤みちろう                                                                               | タム                                                                         | THE STALIN | 11:29 |
| 2.        | 「ロマンチスト」                   | 遠藤みちろう                                                                               | 遠藤みちろう                                                                 | THE STALIN | 1:48  |
| 3.        | 「アザラシ」                       | 遠藤みちろう                                                                               | タム                                                                         | THE STALIN | 1:49  |
| 4.        | 「天プラ」                         | 遠藤みちろう                                                                               | 遠藤みちろう                                                                 | THE STALIN | 1:05  |
| 5.        | 「バキューム」                     | 遠藤みちろう                                                                               | 遠藤みちろう                                                                 | THE STALIN | 2:01  |
| 6.        | 「お母さんいい加減〜先天性労働者」 | 遠藤みちろう                                                                               | 遠藤みちろう                                                                 | THE STALIN | 3:56  |
| 7.        | 「T-Legs」                         | 遠藤みちろう                                                                               | 乾純                                                                         | THE STALIN | 6:11  |
| 8.        | 「廃魚」                           | 遠藤みちろう                                                                               | 遠藤みちろう                                                                 | THE STALIN | 4:29  |
| 9.        | 「おまえの犬になる」               | 遠藤みちろう                                                                               | 遠藤みちろう                                                                 | THE STALIN | 6:05  |
| 10.       | 「ロック・ハンター」               | 遠藤みちろう                                                                               | 遠藤みちろう                                                                 | THE STALIN | 2:06  |
| 11.       | 「下水道のペテン師」               | 遠藤みちろう                                                                               | タム                                                                         | THE STALIN | 1:59  |
| 12.       | 「STOP GIRL」                      | 遠藤みちろう                                                                               | 遠藤みちろう                                                                 | THE STALIN | 3:16  |
| 13.       | 「爆裂（バースト）ヘッド」         | 遠藤みちろう                                                                               | 遠藤みちろう                                                                 | THE STALIN | 2:31  |
| 14.       | 「NO FUN」                         | J・オスターバーグ・ジュニア、S・アシュトン、D・アレクサンダー、R・アシュトン、遠藤みちろう | J・オスターバーグ・ジュニア、S・アシュトン、D・アレクサンダー、R・アシュトン | THE STALIN | 2:49  |
| 15.       | 「アーチスト／マリアンヌ」         | 遠藤みちろう、早川義夫                                                                     | 遠藤みちろう                                                                 | THE STALIN | 7:33  |
| 16.       | 「溺愛」                           | 遠藤みちろう                                                                               | タム                                                                         | THE STALIN | 5:10  |
| 17.       | 「バイ・バイ・ニーチェ」           | 遠藤みちろう                                                                               | 遠藤みちろう                                                                 | THE STALIN | 3:39  |
| 合計時間: | 合計時間:                          | 合計時間:                                                                                  | 合計時間:                                                                    | 合計時間:  | 67:56 |

### CD（2001年盤）
- CD付属の歌詞カードに記載されたクレジットを参照[21]。

| #         | タイトル                               | 作詞         | 作曲         | 編曲       | 時間  |
| --------- | -------------------------------------- | ------------ | ------------ | ---------- | ----- |
| 1.        | 「虫」                                 | 遠藤みちろう | タム         | THE STALIN | 12:17 |
| 2.        | 「ロマンチスト」                       | 遠藤みちろう | 遠藤みちろう | THE STALIN | 1:50  |
| 3.        | 「アザラシ」                           | 遠藤みちろう | タム         | THE STALIN | 1:49  |
| 4.        | 「天プラ」                             | 遠藤みちろう | 遠藤みちろう | THE STALIN | 1:07  |
| 5.        | 「バキューム」                         | 遠藤みちろう | 遠藤みちろう | THE STALIN | 2:01  |
| 6.        | 「お母さんいい加減〜先天性労働者」     | 遠藤みちろう | 遠藤みちろう | THE STALIN | 4:02  |
| 7.        | 「T-Legs」                             | 遠藤みちろう | 乾純         | THE STALIN | 6:13  |
| 8.        | 「廃魚」                               | 遠藤みちろう | 遠藤みちろう | THE STALIN | 4:37  |
| 9.        | 「おまえの犬になる」                   | 遠藤みちろう | 遠藤みちろう | THE STALIN | 6:21  |
| 10.       | 「M-16（マイナー・シックスティーン）」 | 遠藤みちろう | 遠藤みちろう | THE STALIN | 4:39  |
| 合計時間: | 合計時間:                              | 合計時間:    | 合計時間:    | 合計時間:  | 44:56 |

| #         | タイトル                   | 作詞                                                                                       | 作曲                                                                         | 編曲         | 時間  |
| --------- | -------------------------- | ------------------------------------------------------------------------------------------ | ---------------------------------------------------------------------------- | ------------ | ----- |
| 1.        | 「猟奇ハンター」           | 遠藤みちろう                                                                               | 遠藤みちろう                                                                 | THE STALIN   | 2:24  |
| 2.        | 「下水道のペテン師」       | 遠藤みちろう                                                                               | タム                                                                         | THE STALIN   | 2:00  |
| 3.        | 「STOP GIRL」              | 遠藤みちろう                                                                               | 遠藤みちろう                                                                 | THE STALIN   | 3:16  |
| 4.        | 「爆裂（バースト）ヘッド」 | 遠藤みちろう                                                                               | 遠藤みちろう                                                                 | THE STALIN   | 2:31  |
| 5.        | 「アーチスト／マリアンヌ」 | 遠藤みちろう、早川義夫                                                                     | 遠藤みちろう                                                                 | THE STALIN   | 7:34  |
| 6.        | 「NO FUN」                 | J・オスターバーグ・ジュニア、S・アシュトン、D・アレクサンダー、R・アシュトン、遠藤みちろう | J・オスターバーグ・ジュニア、S・アシュトン、D・アレクサンダー、R・アシュトン | THE STALIN   | 2:54  |
| 7.        | 「溺愛」                   | 遠藤みちろう                                                                               | タム                                                                         | THE STALIN   | 5:13  |
| 8.        | 「解剖室」                 | 遠藤みちろう                                                                               | 遠藤みちろう                                                                 | THE STALIN   | 1:58  |
| 9.        | 「GASS」                   | 遠藤みちろう                                                                               | 遠藤みちろう                                                                 | THE STALIN   | 0:57  |
| 10.       | 「仰げば尊し」             | 文部省唱歌                                                                                 | 文部省唱歌                                                                   | 遠藤みちろう | 4:30  |
| 11.       | 「ワルシャワの幻想」       | 遠藤みちろう                                                                               | 遠藤みちろう                                                                 | THE STALIN   | 12:02 |
| 12.       | 「バイ・バイ・ニーチェ」   | 遠藤みちろう                                                                               | 遠藤みちろう                                                                 | THE STALIN   | 3:55  |
| 合計時間: | 合計時間:                  | 合計時間:                                                                                  | 合計時間:                                                                    | 合計時間:    | 49:14 |

## スタッフ・クレジット
- CD付属の歌詞カードに記載されたクレジットを参照[21]。

### THE STALIN
- 遠藤ミチロウ – ボーカル
- ONO – ギター
- イヌイ・ジュン – ドラムス

### ゲストミュージシャン
- ヒゴ・ヒロシ – ベース

### スタッフ
オリジナル盤
- 平田久男 – A&R
- 芝省三 – A&R
- 原正一 – レコーディング・エンジニア
- 池田聡 – アシスタント・エンジニア
- 三宅克徳 (Pineapple's St.) – アルバム・デザイン
- 石垣章 – 写真撮影（フロント&バックカバー写真）
- 吉江真人 – 写真撮影
- 有賀幹夫 – 写真撮影
- 安江水伊那 – 写真撮影
- ザ・スターリン – プロデュース
- 加藤正文 – プロデュース

2001年盤
- 遠藤ミチロウ – プロデュース
- いぬん堂 – プロデュース
- 橋本陽英（東京CDセンター） – リマスタリング
- 松本成夫 (matsumoto graphic farm) – リデザイン

## リリース日一覧
| No. | リリース日     | レーベル                       | 規格         | カタログ番号  | 備考 | 出典          |
| --- | -------------- | ------------------------------ | ------------ | ------------- | --- | ------------- |
| 1   | 1985年5月25日  | 徳間ジャパン／ジャパンレコーズ | 2枚組LP      | 19JAL-3007〜8 | | [ 22 ]        |
| 2   | 1985年5月25日  | 徳間ジャパン／ジャパンレコーズ | CT           | 38J-2007      | |               |
| 3   | 1985年6月5日   | 徳間ジャパン／ジャパンレコーズ | CD           | 32JC-112      | 「ワルシャワの幻想」未収録                                                                                       |               |
| 4   | 1990年7月25日  | 徳間ジャパン／WAX RECORDS      | 2枚組CD      | TKCA-30113〜4 | 「ワルシャワの幻想」収録                                                                                         | [ 23 ]        |
| 5   | 2001年12月21日 | いぬん堂                       | 2枚組CD      | WC-020〜021   | デジタルリマスタリング盤、ボーナストラック4曲追加収録 モーリー・ロバートソンおよびイノマーによるライナーノーツ付 | [ 24 ] [ 25 ] |
| 6   | 2015年6月17日  | 徳間ジャパン／WAX RECORDS      | 2枚組SHM-CD  | TKCA-10117    | オリジナル盤を再現、紙ジャケット仕様                                                                             | [ 26 ] [ 27 ] |
| 7   | 2015年6月17日  | 徳間ジャパン                   | AAC-LC       | -             | デジタル・ダウンロード、収録曲はオリジナル盤と同様                                                               | [ 28 ]        |
| 8   | 2015年6月17日  | 徳間ジャパン                   | ハイレゾFLAC | -             | デジタル・ダウンロード、収録曲はオリジナル盤と同様                                                               | [ 29 ]        |
| 9   | 2016年8月24日  | 徳間ジャパン／WAX RECORDS      | 2枚組LP      | TKJA-10085    | オリジナル盤を再現、180グラム重量盤                                                                              | [ 30 ]        |